# サンティー (カリフォルニア州)
サンティー（Santee）は、アメリカ合衆国カリフォルニア州のサンディエゴ郡にある都市。人口は6万0037人（2020年）。サンディエゴの東に隣接しているベッドタウンである。
住宅地の開発が活発である。
グリーンライン (サンディエゴ・トロリー)が市内に乗り入れており、通勤通学に利用されている。

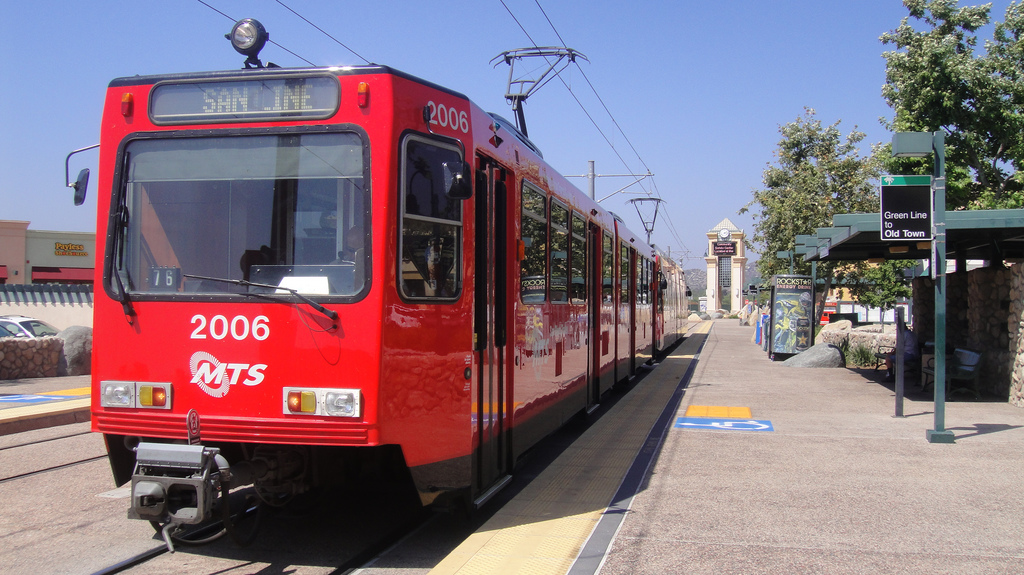
サンティー・タウンセンター駅